# Joseph Monjaret
Pour les articles homonymes, voir Monjaret.
Joseph Monjaret, dit Hervé, alias Jacques André Le Goff, né le 24 août 1920 à Saint-Igeaux et mort le 12 décembre 1995 à Guingamp, fut un agent et un opérateur radio des services secrets de la France libre.

## Biographie

### La guerre
- Fin juin 1940 : à bord d'un bateau de pêche, Joseph passe en Angleterre, en compagnie de son frère Constant.
- 1er juillet 1940 : il s'engage dans les Forces françaises libres[1].

Avec Raymond Fassin, Monjaret intègre le Bureau central de renseignements et d'action (BCRA) où il reçoit une formation de radio.

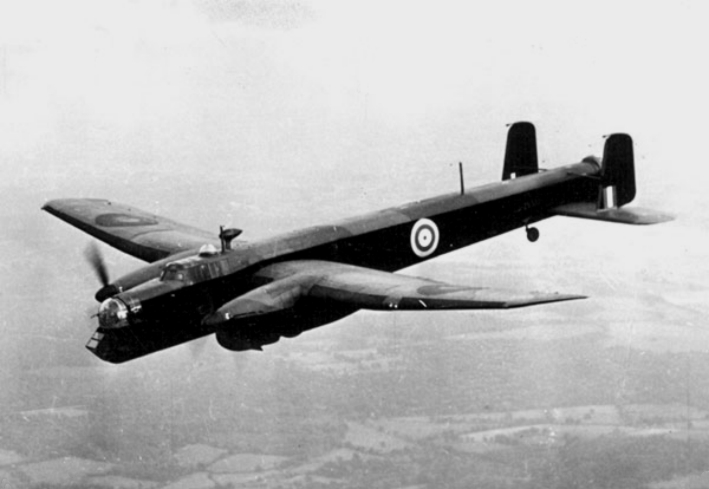
Armstrong Whitworth Whitley.
C'est un appareil de ce type qui transporte Fassin, Monjaret et Moulin jusqu'en Provence.

- Nuit du 1er janvier 1942 au 2 janvier 1942[a] : Monjaret est parachuté en France avec Raymond Fassin et Jean Moulin. Atterrissage près du marais des Baux-de Provence, au sud-est de la commune d'Aureille (13930). Installé à Caderousse, Monjaret assume tout le trafic radio pendant plusieurs mois entre Jean Moulin et Raymond Fassin d'une part, Londres d'autre part[3].
- Septembre 1942 : Jean Moulin confie à Monjaret la liaison entre le BCRA et le mouvement Franc-Tireur de Jean-Pierre Lévy. Il se fait alors appeler Hervé, nom de code Frit[3]. Dans son équipe, deux futurs Compagnons de la Libération, Roger Crivelli et Gérard Hennebert.
- 4 avril 1943 : Monjaret est arrêté à Lyon, au moment où, grillé, il se prépare à rentrer en Angleterre. Détenu plusieurs semaines à la prison Montluc, il est transféré à Fresnes.
- 21 septembre 1943 : Monjaret est déporté en Allemagne, d'abord à la prison de Sarrebruck, puis au camp de concentration de Mauthausen. Enfin, il est affecté à un kommando de travail près de Vienne[1].
- 4 mai 1945 : Monjaret rentre en France.

### Après-guerre
À Fribourg-en-Brisgau, Monjaret s'occupe de la bibliothèque et de la librairie de la colonie française. De retour à Paris, il entre chez Monoprix, grâce à son camarade de Franc-Tireur, Jean-Pierre Lévy[réf. nécessaire]. Il prend sa retraite à Plouëc-du-Trieux, entre Guingamp et Tréguier[réf. nécessaire].

## Distinctions
- Commandeur de la Légion d'honneur.
- Médaille de la Résistance avec rosette.
- Croix du combattant volontaire de la Résistance.
- Croix de guerre 1939-1945.

## Filmographie
- Yves Boisset, Jean Moulin, 2002. Rôle joué par Mathieu Simonet.